# Golfo de Martabão
O golfo de Martabão é a parte norte do mar de Andamão e banha a costa birmanesa. Deve o seu nome à cidade birmanesa de Martabão. Tem cerca de 150 km por 220 km, e profundidade média de 20 m. Os rios Sittaung e Rangum desaguam neste golfo.